# SZTE Bölcsészet- és Társadalomtudományi Kar
A Szegedi Tudományegyetem Bölcsészet- és Társadalomtudományi Kara (rövid neve: SZTE BTK) 1921-ben kezdte meg működését Szegeden.

## Történet
A négy alapító kar egyike a jogi, az orvostudományi és a mennyiségtan (matematika)-természettudományi karok mellett.

### Neves személyiségek
Banner János, régész, muzeológus
Bartók György, filozófia
Bognár Cecil Pál, pszichológia
Csengery János, klasszika-filológia
Dézsi Lajos, irodalomtörténész
Halász Előd, német nyelv és irodalom
Imre Sándor, pedagógia
Márki Sándor, középkor-történet
Marót Károly, klasszika-filológia
Mészöly Gedeon, nyelvész
Schneller István, pedagógia
Sík Sándor, irodalomtörténész
Várkonyi Hildebrand Dezső, pedagógia, pszichológia

## Képzési területek
- anglisztika
- germanisztika – német szakirány
- informatikus könyvtáros
- keleti nyelvek és kultúrák – altajisztika szakirány
- kommunikáció és médiatudomány
- magyar
- néprajz (Néprajzi és Kulturális Antropológiai Tanszék)
- ókori nyelvek és kultúrák – klasszika-filológia szakirány
- pedagógia
- pszichológia
- romanisztika – francia, olasz, spanyol szakirány
- szabad bölcsészet
- szlavisztika – bolgár, cseh, orosz, szerb nemzetiségi, szerb, ukrán szakirány
- szociológia
- történelem
- történelem – régészet szakirány